# 세바스티안 소리아
안드레스 세바스티안 소리아 킨타나(아랍어: أندريس سيبستيان سوريا كوينتانا, 스페인어: Andrés Sebastián Soria Quintana, 1983년 11월 8일 ~ )는 흔히 세바스티안 소리아(Sebastián Soria)라는 이름으로 알려져 있는 카타르의 축구 선수로 포지션은 스트라이커이다. 현재는 카타르 SC 소속으로 뛰고 있다. 2004년 우루과이에서 카타르로 이주했고 2006년 카타르로 귀화하였다.
2006년 카타르 도하에서 열린 아시안 게임에서 카타르 U-23 대표팀 선수로 출전했다. 아시안 게임에서 4골을 기록하면서 카타르의 아시안 게임 축구 금메달 획득에 공헌하였다. 2007년 AFC 아시안컵에서는 일본과 베트남, 아랍에미리트를 상대로 득점을 기록하였다. 2011년 AFC 아시안컵에서 카타르 대표로 출전했다.

## 같이 보기
- A매치 100경기 이상 출전한 축구 선수 명단